# Radoslaw Gidschenow
Radoslaw Petrow Gidschenow (bulgarisch Радослав Петров Гидженов; * 30. August 1991 in Assenowgrad) ist ein bulgarischer Fußballschiedsrichter. Seit 2018 leitet er Spiele der höchsten bulgarischen Spielklasse und ist seit 2022 als FIFA-Schiedsrichter gelistet.
Sein internationales Debüt gab Gidschenow im März 2023 in der Qualifikation zur U-17-EM bei der Partie Montenegro gegen Schottland. Für das Endturnier im Sommer des gleichen Jahres war er als Vierter Offizieller nominiert, kam jedoch am letzten Gruppenspieltag auch zu einem Einsatz als Feldschiedsrichter. Bei der Ausgabe im darauffolgenden Jahr gehörte Gidschenow dann von vornherein als Hauptschiedsrichter zum Aufgebot und leitete nach zwei Einsätzen in der Gruppenphase schließlich auch das Finale zwischen Italien und Portugal (Endstand 3:0).
Seinen ersten internationales Einsatz im Herrenbereich verzeichnete er im Juli 2023 in der Qualifikation zur UEFA Conference League bei der Partie F91 Düdelingen gegen St. Patrick’s Athletic.